# Federalna Republika Jugosławii

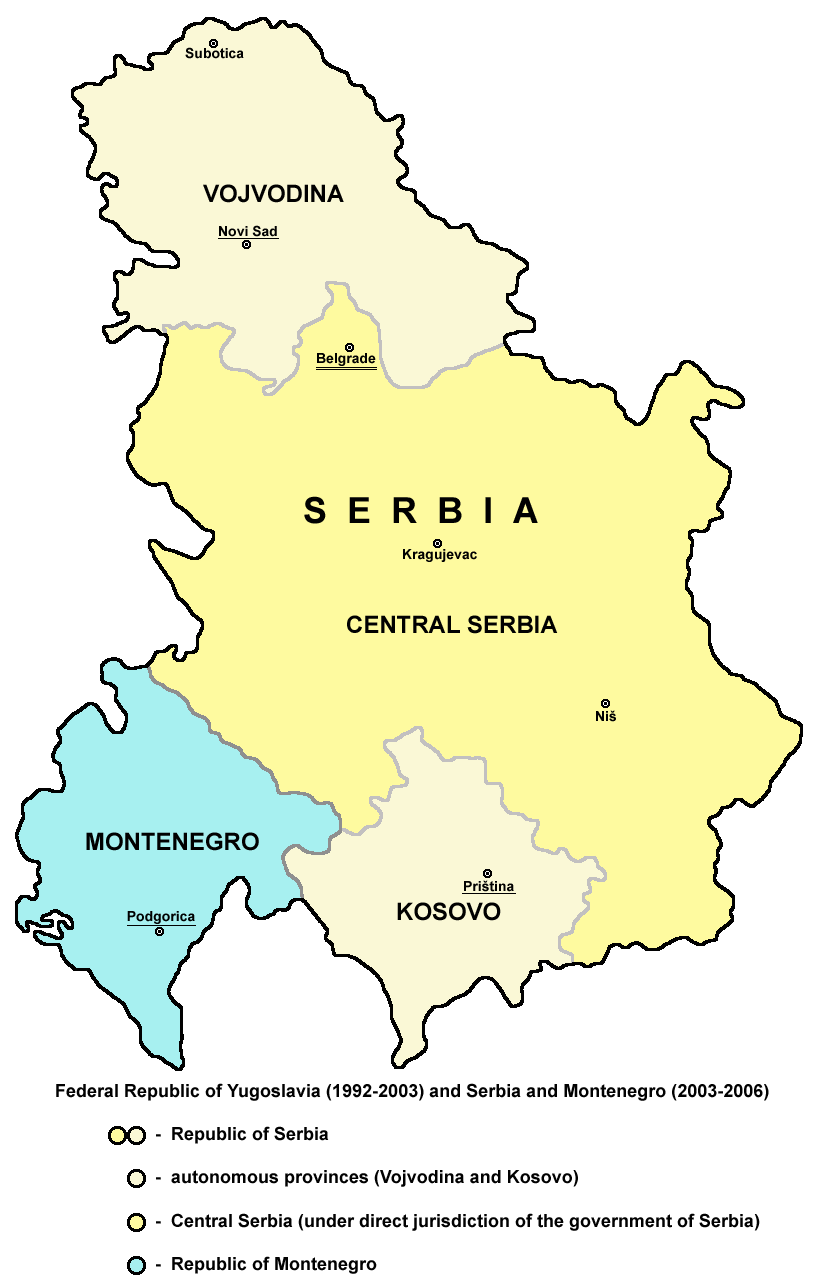
Podział Jugosławii na republiki i autonomiczne prowincje

Federalna Republika Jugosławii (Савезна Република Југославија – Savezna Republika Jugoslavija, potocznie trzecia Jugosławia) – państwo powstałe po rozpadzie Socjalistycznej Federacyjnej Republiki Jugosławii (1991–1992), będące federacją dwóch republik – Serbii i Czarnogóry. Państwo to istniało w latach 1992–2003.

## Ustrój polityczny
Zgodnie z konstytucją z 27 kwietnia 1992 roku (nowelizowaną 6 lipca 2000 roku) głową państwa był prezydent wybierany w wyborach powszechnych na czteroletnią kadencję. Władzę ustawodawczą sprawował dwuizbowy parlament – Zgromadzenie Federalnej Republiki Jugosławii (Skupsztina), składający się z izby niższej (Rady Obywatelskiej składającej się z 138 deputowanych, 108 przedstawicieli Serbii i 30 Czarnogóry) i izby wyższej (Rady Republik, liczącej 40 członków, po 20 z Serbii i Czarnogóry). Kadencja parlamentu trwała cztery lata. Władzę wykonawczą sprawowała Federalna Rada Wykonawcza. Na jej czele stał premier powoływany przez parlament. W myśl konstytucji prezydent i premier nie mogli pochodzić z tej samej republiki.
Serbia i Czarnogóra posiadały własne organy władzy ustawodawczej i wykonawczej (np. prezydenta, parlament i rząd). W Serbii głównym organem władzy był jednoizbowy parlament, Zgromadzenie Narodowe. Prezydent był wybierany w wyborach powszechnych na pięcioletnią kadencję z jednorazową możliwością ubiegania się o reelekcję. Prawo inicjatywy ustawodawczej miały: rząd, deputowani albo sześć tysięcy wyborców.

## Historia
Federalna Republika Jugosławii powstała w kwietniu 1992 roku. W jej składzie znalazły się Socjalistyczne Republiki Serbii i Czarnogóry, które nie zdecydowały się na ogłoszenie niepodległości w przeciwieństwie do pozostałych republik wchodzących w skład komunistycznej Jugosławii. Federalna Republika Jugosławii zaangażowała się w wojny w Chorwacji i Bośni. Władzę w kraju sprawował Slobodan Milošević, lider postkomunistycznej Socjalistycznej Partii Serbii (SPS). Pewną rolę na scenie politycznej Federalnej Republiki Jugosławii miały także ugrupowania parafaszystowskie, jawnie popierające SPS. Cechą łączącą SPS i parafaszystów było popieranie idei Wielkiej Serbii, obejmującej swoim zasięgiem obszar Federalnej Republiki Jugosławii oraz tereny zamieszkałe przez Serbów w Chorwacji i Bośni.
27 kwietnia 1992 roku uchwalono konstytucję, a 31 maja 1992 roku uchwalono nowe zasady przeprowadzania wyborów prezydenckich i parlamentarnych. Pierwsze wybory prezydenckie i parlamentarne odbyły się 20 grudnia 1992 roku. Wybory parlamentarne wygrała SPS, a prezydenckie Dobrica Ćosić. Ćosić rządził od 15 czerwca 1992 do 1 czerwca 1993 roku, jednak decydującą rolę odgrywał prezydent Serbii Slobodan Milošević. Kolejnymi prezydentami Federalnej Republiki Jugosławii byli: Miloš Radulović (od 1 czerwca do 25 czerwca 1993 roku) i Zoran Lilić (od 25 czerwca 1993 do 25 czerwca 1997 roku). W czerwcu 1997 roku urząd prezydenta Federalnej Republiki Jugosławii objął Milošević.
Rządy Miloševicia w Serbii zaczęły słabnąć w 1995 roku. W Serbii wielokrotnie organizowano demonstracje przeciwko rządom SPS i Miloševicia. Społeczeństwo miało za złe prezydentowi Serbii niezrealizowanie obietnic, których ceną były wojny i sankcje. Lokalne wybory samorządowe w 1996 roku wygrywali głównie przedstawiciele opozycji. Milošević nie uznał wyników wyborów. Obok problemów gospodarczych w Serbii narastał konflikt pomiędzy Serbami a Albańczykami w Kosowie. Kryzys w tym regionie przerodził się w 1999 roku w wojnę. Do wojny dołączyło NATO, opowiadające się przeciwko Serbii. Interwencja NATO tymczasowo wzmocniła pozycję Miloševicia. Po zawarciu pokoju Milošević ponownie zaczął tracić poparcie.
27 lipca 2000 roku Milošević ogłosił przeprowadzenie przyspieszonych wyborów prezydenckich Federalnej Republiki Jugosławii. Termin wyznaczono na 24 września. Ugrupowania opozycyjne stworzyły wspólną koalicję pod nazwą Demokratyczna Opozycja Serbii (DOS). Kandydatem DOS-u został Vojislav Koštunica. Pierwsza tura wyborów odbyła się zgodnie z terminem. Po ogłoszeniu wstępnych wyników opozycja ogłosiła zwycięstwo Koštunicy. Kilka dni później komisja rządowa uznała, że żaden z kandydatów nie uzyskał poparcia przekraczającego 50% głosów i wezwała do drugiej tury wyborów. Ta decyzja doprowadziła do kryzysu politycznego. DOS nakazała Miloševicowi ustąpić ze stanowiska i przyznać się do przegranej. Termin wyznaczono na 5 października.
5 października 2000 roku do Belgradu jechały pojazdy wożące przeciwników Miloševicia. Protesty społeczne (nazwane później „rewolucją buldożerów”, od buldożerów jadących na platformach, które miały w razie konieczności przełamać blokady i barykady) doprowadziły do odsunięcia od władzy Miloševicia, uznania Koštunicy za zwycięzcę wyborów prezydenckich oraz przeprowadzenia przyspieszonych wyborów parlamentarnych. 16 października SPS, DOS i Serbski Ruch Odnowy oraz prezydent Federalnej Republiki Jugosławii Vojislav Koštunica i prezydent Serbii Milan Milutinović podpisali porozumienie o zorganizowaniu przyspieszonych wyborów parlamentarnych, wyznaczonych na 23 grudnia. Wybory wygrała DOS, zdobywając 65% głosów. Urząd premiera objął Zoran Đinđić.
14 lutego 2002 roku liderzy Serbii i Czarnogóry podpisali umowę, przekształcającą Federalną Republikę Jugosławii w konfederację republik o nazwie Serbia i Czarnogóra. Serbia i Czarnogóra oficjalnie powstała 4 lutego 2003 roku.

## Demografia
W 2000 roku w Federalnej Republice Jugosławii żyło ok. 10 mln mieszkańców.

### Religia
| Religia            | 1995 | 1998 |
| ------------------ | ---- | ---- |
| prawosławie        | 44%  | 65%  |
| islam              | 12%  | 19%  |
| katolicyzm         | 31%  | 4%   |
| protestantyzm      | -    | 1%   |
| pozostałe wyznania | 13%  | 11%  |